# Кенсінгтон
Кенсінгтон — багатий дистрикт в Королівському боро (міському районі) Кенсінгтон і Челсі у Західному Лондоні. Північний схід дистрикту займають Кенсінгтонські сади — колись приватний, як випливає з назви, але сьогодні громадський парк з італійським і голландським садами, громадськими будівлями, такими як Меморіал Альберта, Галерея Серпентайн і пам'ятник Спіку.
Комерційним серцем є Кенсінгтон-Хай-Стріт. В багатому і густонаселеному районі розташований великий музейний район Південний Кенсінгтон, в якому є Королівський Альберт-холл для музики і розташований поруч з ним Королівський коледж музики.
Дистрикт є домівкою для багатьох посольств європейських країн. Показником традиційних зв'язків Кенсингтона з Францією є Французький ліцей імені Шарля де Голля, французьке консульство, Департамент культури посольства Франції і Лондонський ораторій на межі з маленьким дистриктом Найтсбрідж.

## Назва
Перша згадка місцевості є у Книзі Страшного суду 1086 року, в якому вона була написана латиною як «Chenesitone»,. Вважається, що це була латинизація назви «Kenesignetun» (земля або луг Кенесайна) англо-саксонською. Варіацією назви може бути Kesyngton від 1396 року.

## Історія

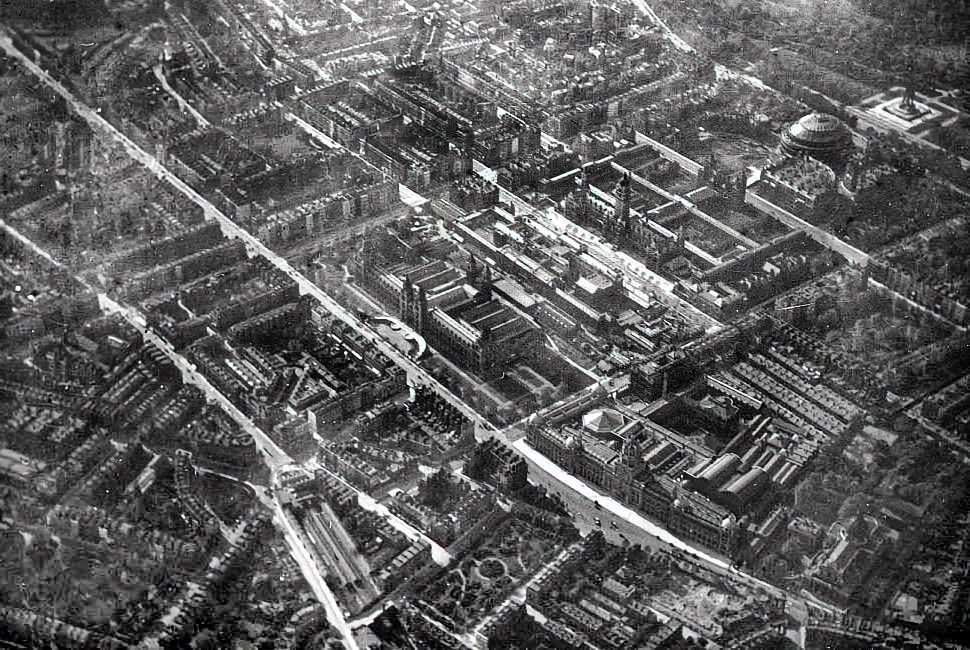
Фотографія Кенсінгтону, зроблена вченим сером Норманом Локьєрром 1909 року з гелієвої повітряної кулі. (це дзеркальне зображення Кенсінгтону)

Маєток Кенсінгтон у Міддлсексі був подарований Вільгельмом I Завойовником Жофруа де Монтбрі (або Моубрі), єпископу Кутансу, одному з його найближчого кола радників і одному з найбагатших людей після завоювання Англії. Він, у свою чергу, надав оренду Кенсінгтону своєму васалові Обрі де Веру І, який володів маєтком 1086 року, за даними Книги Страшного Суду. Спадкоємець єпископа, Роберт де Моубрі, повстав проти Вільгельма II Рудого і його величезне баронство було конфісковане. Васальна оренда Обрі де Вера І була конвертована в оренду від корони після 1095 року. Він подарував земельну ділянку і церкву абатству Ебінгдон на передсмертне прохання свого старшого сина Джеффрі. Коли Вер став графом (ерлом) Оксфорд, їх маєток в Кенсінгтоні став відомий як «Ерлс-Корт»; землі Ебінгдона отримали назву Ебботс Кенсінгтон, а церква — Сент-Мері-Ебботс.
Оригінальні Кенсінгтонські казарми, побудовані біля Кенсінгтон Гейт в кінці 18 століття, були знесені в 1858 році, а нові казарми були побудовані на Кенсінгтон-Черч-Стріт.

## Географія

Карта із зазначенням районів Кенсінгтонського муніципального боро станом на 1916 р.

Фокусом дистрикту є Кенсінгтон-Хай-стріт, людний торговий центр з безліччю магазинів, як правило, дорогих. Вулиця була оголошена другою кращою торговою вулицею Лондона в лютому 2005 року завдяки її  різноманітним та численним магазинам. Однак з жовтня 2008 року вулиця зіткнулася з конкуренцією з боку Вестфілдського торгового центру у сусідньому Вайт-Сіті.
Друга група нежитлових будівель Кенсінгтона знаходиться в Південному Кенсінгтоні, де кілька вулиць малих і середніх магазинів і підприємств обслуговування розташовані поруч зі станцією метро «Південний Кенсінгтон». Також це є південним закінченням Екзібішн-Роад, на якій розташовані музеї і навчальні заклади.
Межі Кенсінгтона чітко не визначені; зокрема, південна частина Кенсінгтону має суперечливі і складні кордони з Челсі, незалежно від того використовуються виборче або поштове визначення, і має схожу архітектуру. На захід, межа тримається уздовж лінії Каунтер Крік, яка позначається залізничною лінією Вест Лондон і Ерлс-Корт-Роуд далі на південь. На півночі єдиною очевидною межею є Холланд-Парк-Авеню, на північ від якої розташований дистрикт Ноттінг-Гілл, який є частиною традиційного визначення Кенсінгтону і підмножиною Півночного Кенсінгтону.
На північному сході, великий Королівський Парк Кенсінгтонські сади (що межує з його східним сусідом, Гайд-Парком) є зеленим буфером. Іншим великим зеленим куточком Кенсінгтону є Голланд-Парк на північ від Кенсінгтон-Хай-Стріт. Декілька вулиць мають невеликі площі-сквери для мешканців.
Південний Кенсінгтон схожий на центральний Кенсінгтон і є в основному приватним житлом. Північний Кенсінгтон і Західний Кенсінгтон більше відбивають соціальну, економічну і національну різноманітність та не мають рівня туризму інших частин Кенсінгтону.
Переважно Кенсінгтон є дуже багатою територією і поділяє цю рису з сусіднім Челсі. Тут розташовані декілька з найбільш дорогих вулиць та площ Лондона. Сусідні райони також були поділені на дистрикти, які на відміну від Кенсінгтона не мають старовинного приходу-попередника: Найтсбрідж, Бромптон, Белгравія, Голланд-парк та Ноттінг-Гілл.
Кенсінгтон є частиною найбільш густонаселеного району місцевого самоврядування (Королівський Боро Кенсінгтон і Челсі) у Сполученому Королівстві. Така висока щільність утворюється не завдяки висотним будівлям, а завдяки тому, що великі середньоповерхові георгіанські і вікторіанські терасні будинки (як правило, від чотирьох до шести поверхів) були поділені на квартири. На відміну від північного краю боро, у Кенсінгтоні не має висотних будівель, за винятком готелю Холідей Інн Лондон Кенсінгтон Форум на Кромвель-Роуд, який є 27-поверховою будівлею.
Варті уваги пам'ятки та заклади Кенсінгтону розташовані у Південному Кенсінгтоні: Кенсінгтонський палац, Альберт-холл навпроти Меморіал Альберта у Гайд-парку, Королівський коледж музики, Музей природознавства, Музей науки, Музей Вікторії та Альберта, Хейтропський коледж, Імперський коледж Лондона, Королівський коледж мистецтв та Коледж Кенсінгтон і Челсі.

## Управління

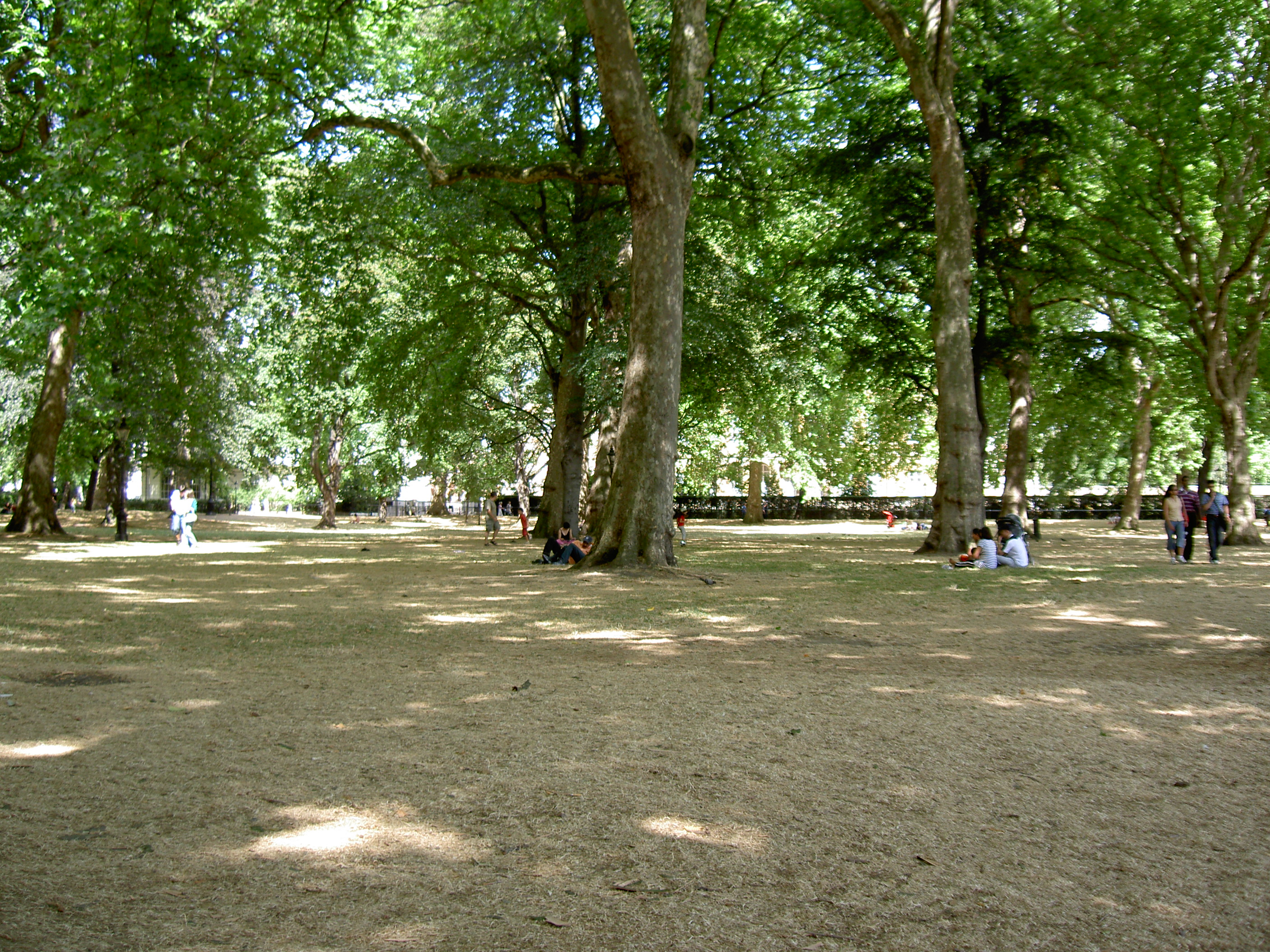
Кенсінгтонські сади влітку

Кенсінгтон є частиною Королівського Боро Кенсінгтон і Челсі, і лежить в Кенсінгтонському парламентському виборчому окрузі.

## Газети та телеканал

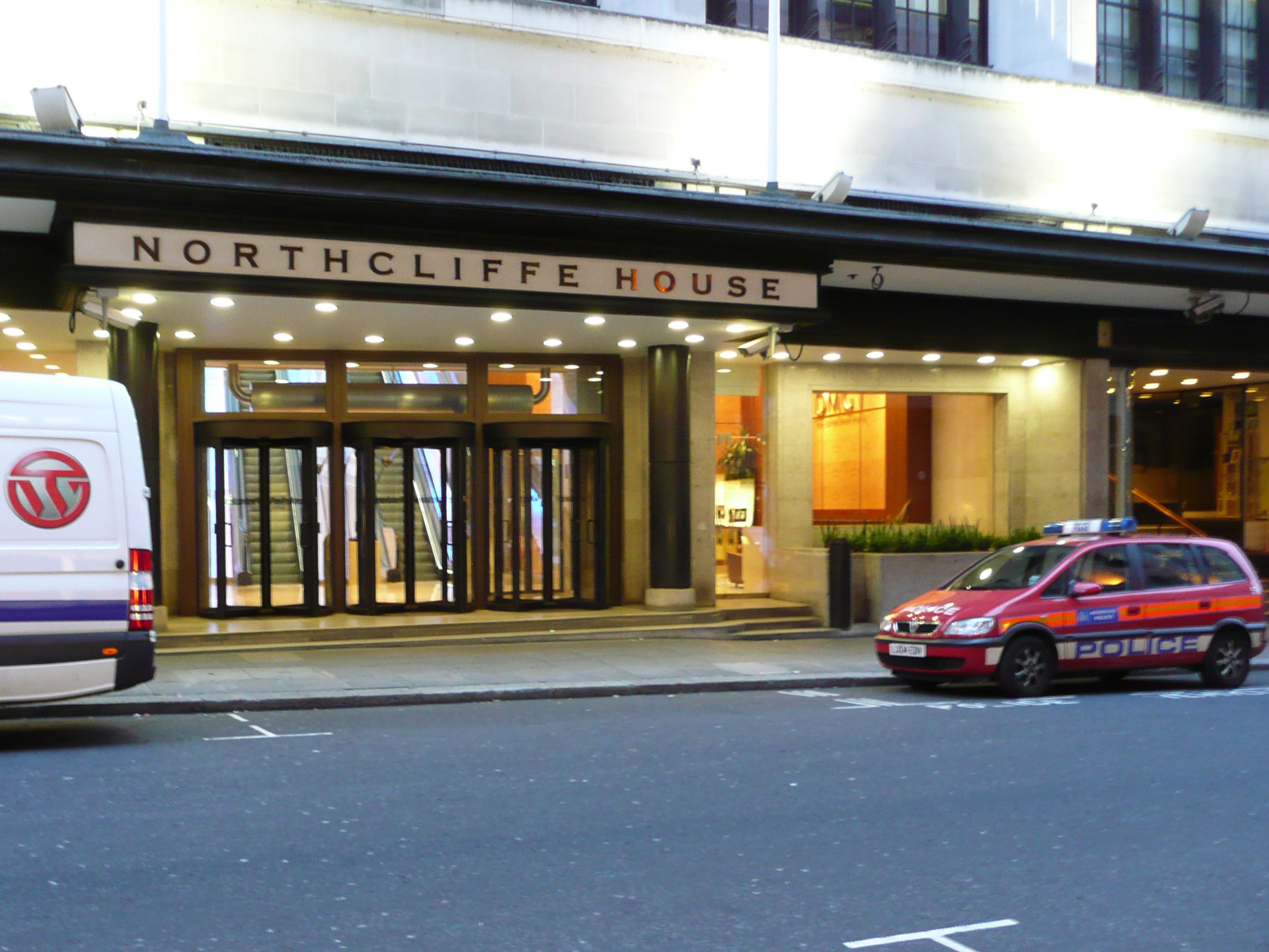
Норткліфф-Хаус

Головний офіс газетної групи DMGT знаходиться в Норткліфф-Хаус в Кенсінгтоні, який є офісною частиною великого будинку Баркерс. Крім офісів для газет DMGT «Дейлі мейл», «The Mail on Sunday» і «Метро», у Норткліфф-Хаус також розташовуються офіси ще чотирьох газет, що належать Євгену Лебедєву: «Індепендент», «Індепендент в неділю», «І» та «Івнінг Стандарт».
Крім того, в будівлі розташований телеканал Лебедєва «London Live», зі студією новин, розташованою у частині колишнього універмагу, де живим фоном їм слугує церква Сент-Мері Ебботс і Кенсінгтон-Черч-Стріт.

## Транспорт
Кенсінгтон перетинають зі сходу на захід на три головні дороги, найбільш важливою з яких є А4 або Кромвель-Роуд, яка з'єднує дистрикт з Центральним Лондоном і аеропортом Хітроу. На північ від неї йде в основному паралельна їй Кенсінгтон-Роуд (з якої Кенсінгтон-Хай-Стріт формує більшу частину), що зв'язують дистрикт з Центральним Лондоном і Гаммерсмітом. На півдні  є Фулем-Роуд, яка з'єднує Південний Кенсінгтон з Фулемом на південному заході. Очевидного маршруту в напрямку північ-південь через дистрикт не має.
Кенсінгтон добре обслуговується громадським транспортом. Більшість Кенсінгтону покривається трьома станціями (Кенсінгтон-Хай-Стріт, Глостер-Роуд і Південний Кенсінгтон) Кільцевої лінії метро, яка з'єднує їх з лондонськими залізничними вокзалами. Лінія Дистрикт також обслуговує всі три станції, хоча і на різних гілках; вона зв'язує дві останніх станції з Вестмінстер і Сіті. Лінія Пікадиллі також поєднує Південний Кенсінгтон і Глочестер-Роуд з Вест-Ендом, а в іншому напрямку з аеропортом Хітроу. Крім того станція "Кенсінгтон (Олімпія)" обслуговує західну частину Кенсінгтона — лінія Дистрикт звідти веде до Ерлс-Корт і Кенсінгтон-Хай-Стріт. Розташована поруч станція «Західний Кенсінгтон» бере свою назву від колишнього кордону з Гаммерсмітом і не розташована в дистрикті.
Кілька місцевих автобусів поєднують Кенсінгтон з довколишніми районами, і вузловими станціями для них є Кенсінгтон-Хай-стріт і станція метро «Південний Кенсінгтон».

## Інциденти
29 серпня 1975 року Тимчасова Ірландська республіканська армія (IRA) заклала бомбу у взуттєвому магазині на Черч-Стріт. Роберт Гоад, 40-річний експерт Британської армії з вилучення бомб, загинув при спробі її знешкодити. 23 жовтня 1975 року, перехожий Г. Г. Фейрлі загинув від автомобільної бомби IRA.
В ранні години в середу 14 червня 2017 року спалахнула пожежа в Гренфелл Вежі — висотній будівлі, що належала Раді боро Кенсінгтон і Челсі — і знищила весь будинок. Розслідування у справі триває.

## Подальше читання
- Daniel Lysons (1792), Kensington, Environs of London, т. 3: County of Middlesex, London: T. Cadell {{citation}}: Вказано більш, ніж один |chapterurl= та |chapter-url= (довідка)
- Kensington. Chambers's Encyclopaedia. London. 1901.